# وودلند پارک (نبراسکا)
وودلند پارک (به انگلیسی: Woodland Park) یک منطقهٔ مسکونی در ایالات متحده آمریکا است که در نبراسکا واقع شده‌است. وودلند پارک ۱٬۸۶۶ نفر جمعیت دارد و ۵۱۶٫۰۳ متر بالاتر از سطح دریا واقع شده‌است.